# Доброводи (Уманський район)
Доброво́ди — село в Україні, в Дмитрушківській сільській громаді Уманського району Черкаської області. Населення становить 975 осіб.

## Історія
Між селами Доброводи, Легедзине та Майданецьке існувало велике трипільське поселення «Доброводи» загальною площею понад 300 га. При розкопках археологи виявили, що у поселенні було не менше як 1 575 будинків, які були розміщені по колу, а за останнім височів захисний вал. У поселені, ймовірно, проживало 15-20 тисяч мешканців і це місто існувало 4-5 тисяч років тому.

## Населення

### Мова
Розподіл населення за рідною мовою за даними перепису 2001 року:
| Мова            | Кількість | Відсоток |
| --------------- | --------- | -------- |
| українська      | 957       | 98.16%   |
| російська       | 16        | 1.64%    |
| румунська       | 1         | 0.10%    |
| інші/не вказали | 1         | 0.10%    |
| Усього          | 975       | 100%     |

## Уродженці
- Коханський Володимир Михайлович (1966—2022) — підполковник Повітряних сил Збройних сил України, учасник російсько-української війни, що загинув у ході російського вторгнення в Україну.
- Білий Віталій Іванович  (1975) — український оперний співак (баритон), заслужений артист України (2024), лауреат міжнародних вокальних конкурсів.

## Галерея

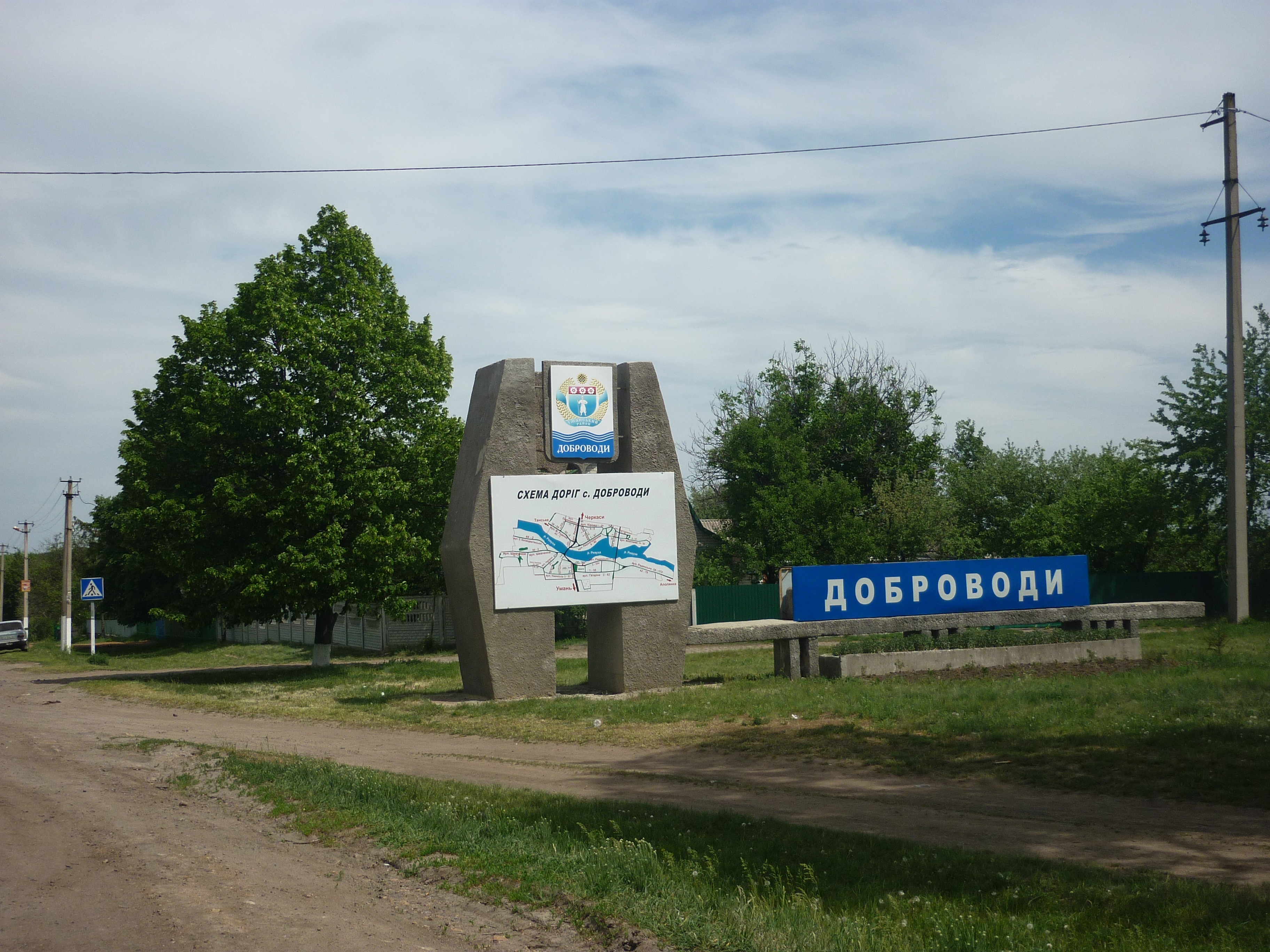
В'їзд в село
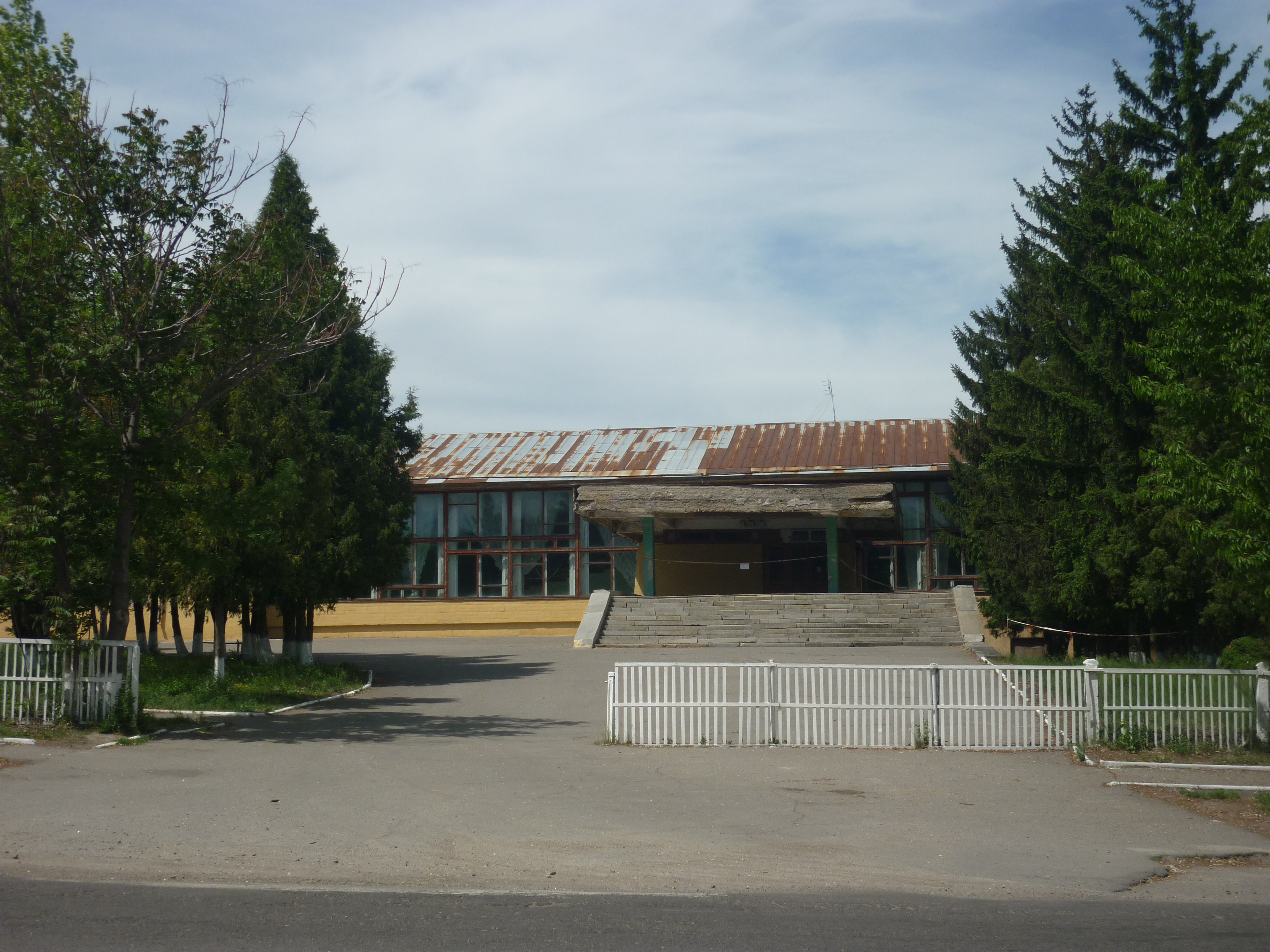
Будинок культури
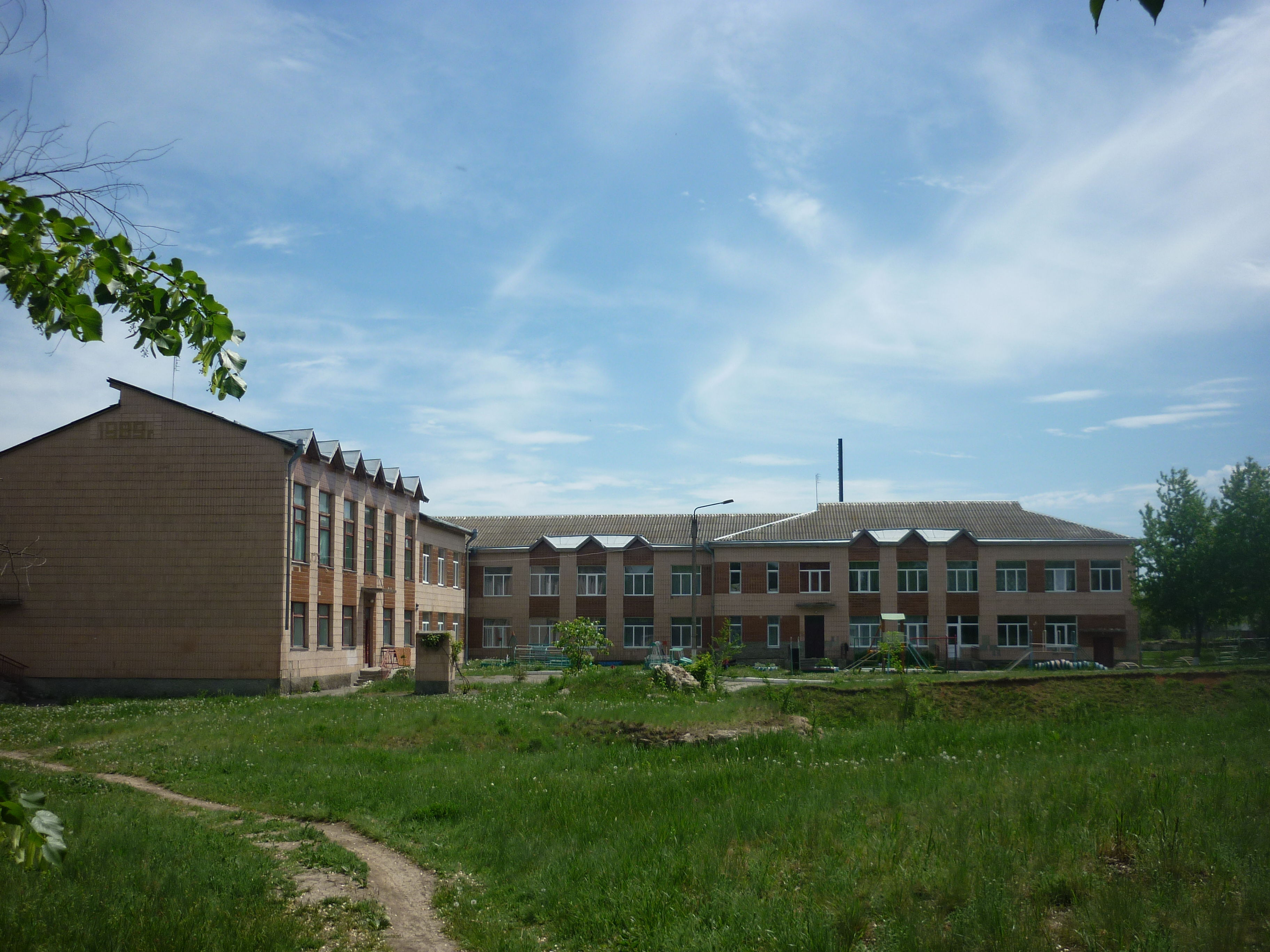
Школа
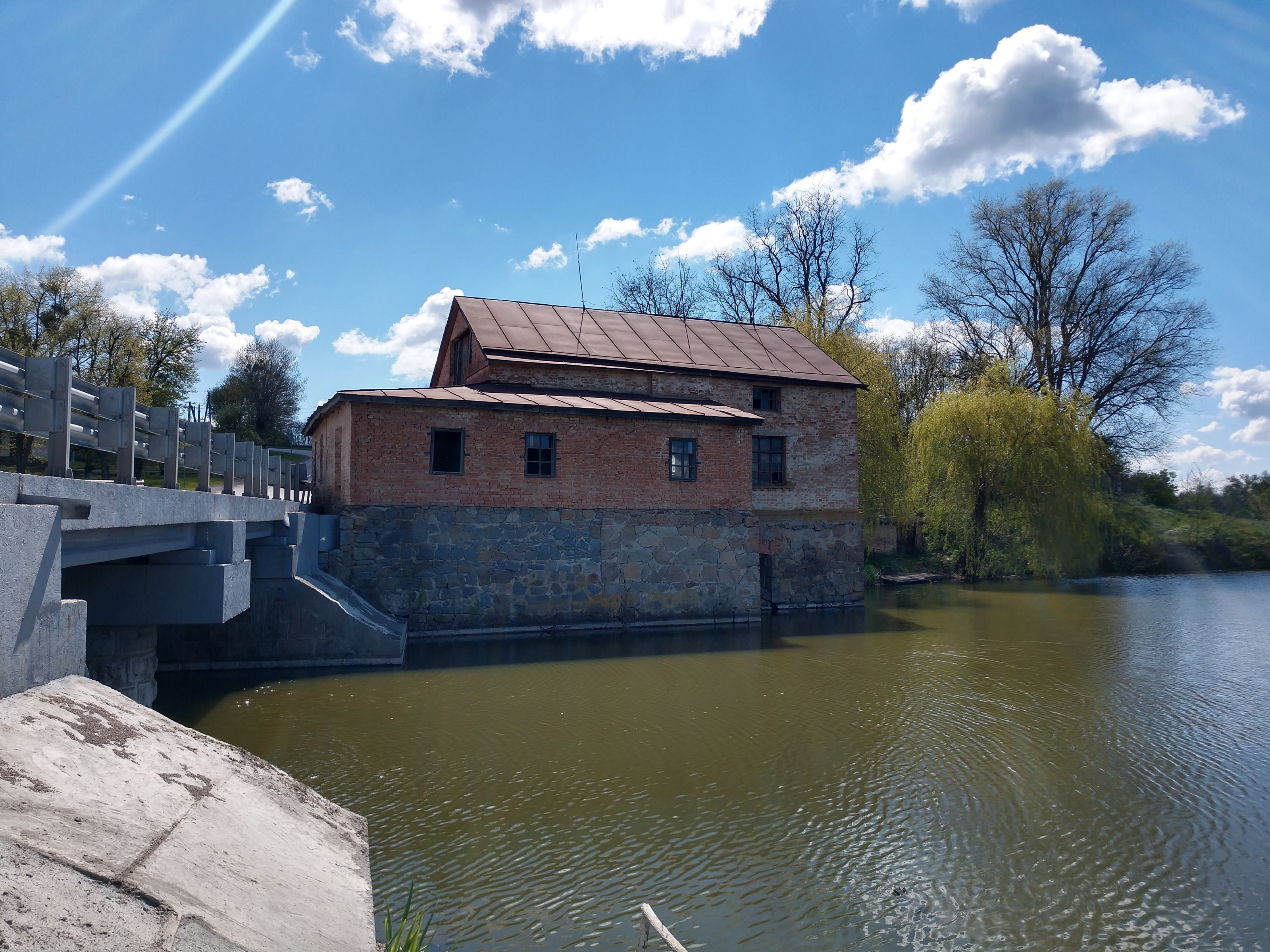
Водяний млин
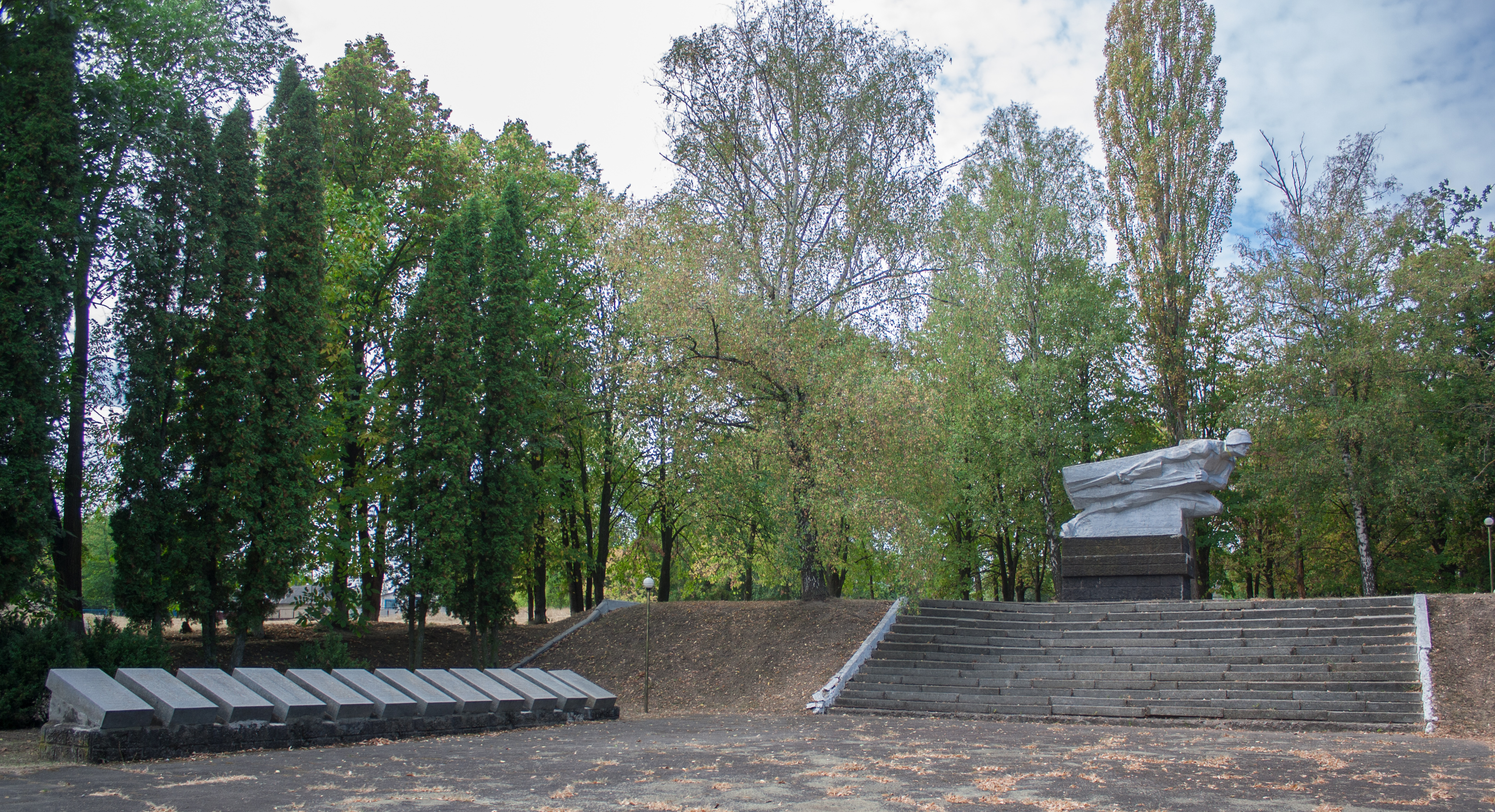
Пам'ятник воїнам-односельцям
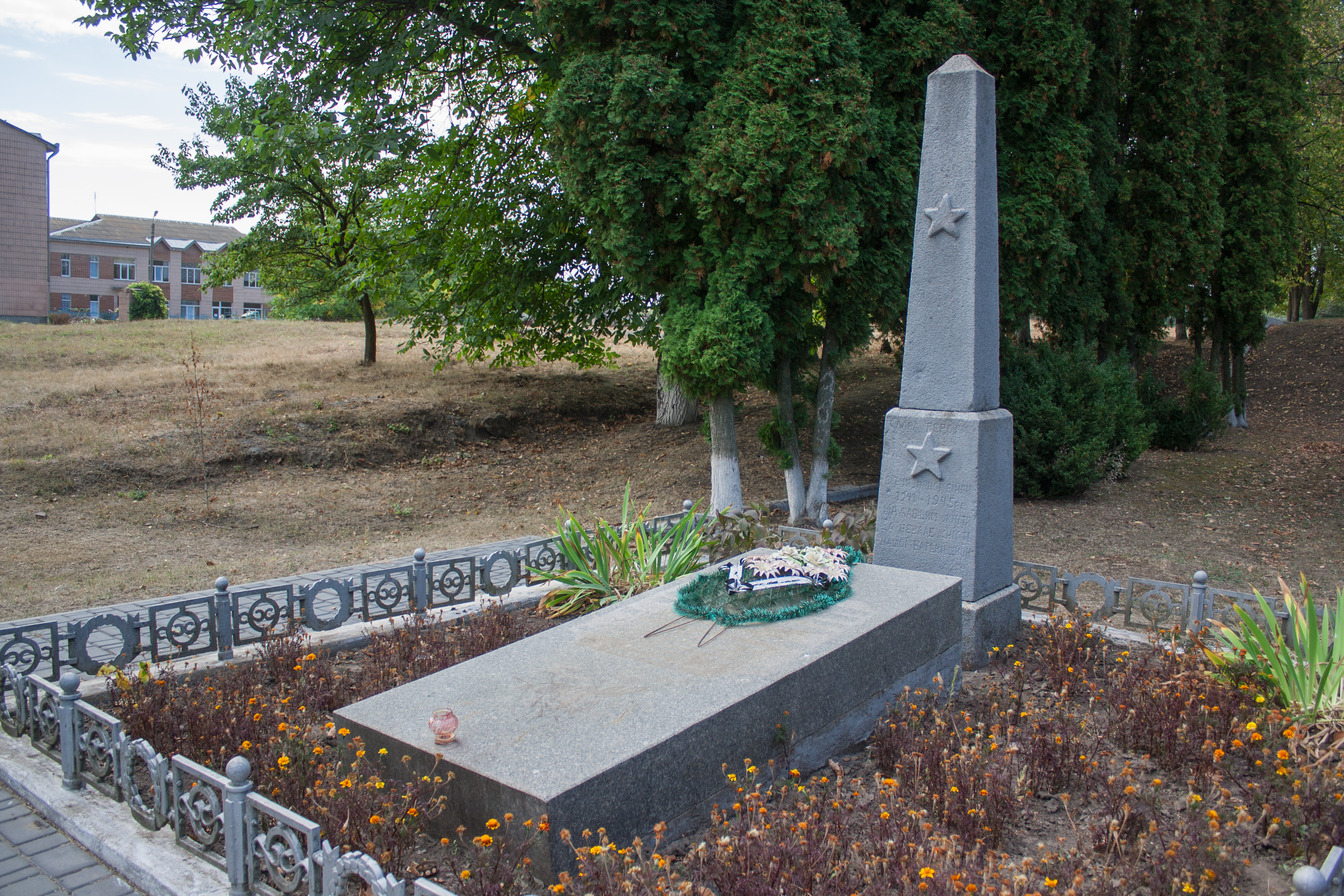
Братська могила радянських воїнів